# Nieznany Buntownik

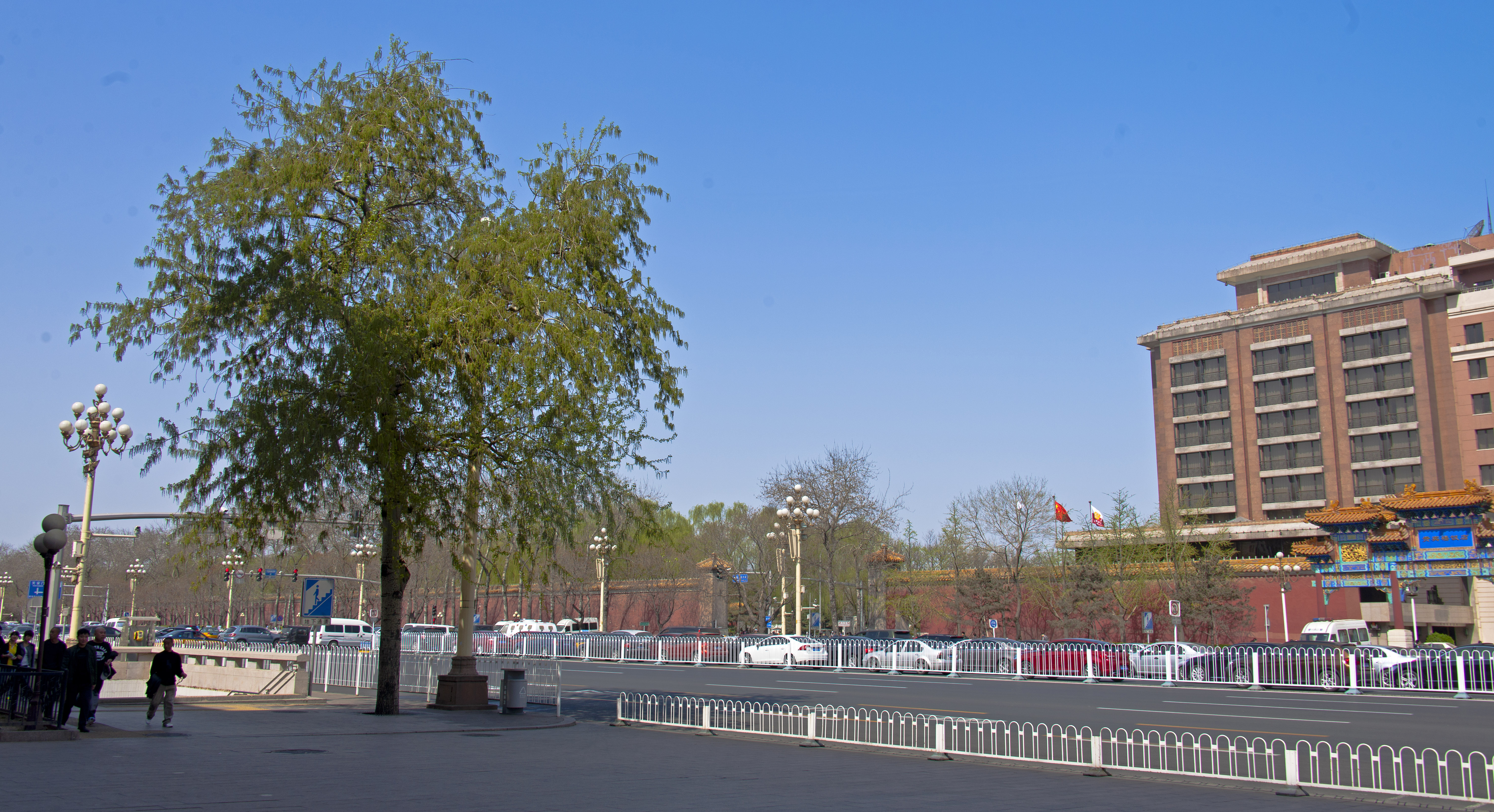
Chang’an Jie – miejsce wydarzeń

Nieznany Buntownik (ang. Tank Man) – mężczyzna, który 5 czerwca 1989 roku, dzień po stłumieniu protestów na placu Niebiańskiego Spokoju, próbował na alei Chang’an zatrzymać kolumnę chińskich czołgów wracającą z akcji. Zdjęcia i nagranie, na których uwieczniono to zdarzenie, obiegły cały świat. Człowiek ten stał się symbolem walki o wolność funkcjonującym w świadomości społeczności międzynarodowej.

## Opis zdarzenia
Na jedynym materiale wideo przedstawiającym zdarzenie nieznany mężczyzna trzymający w rękach siatki samotnie zastąpił drogę wycofującej się kolumnie czołgów Typu 59. Pierwszy wóz bojowy zatrzymał się parę metrów przed przechodniem. Wtedy nieznany mężczyzna zaczął wymachiwać siatkami oraz krzyczeć. Po paru sekundach czołg kilka razy próbował wyminąć protestującego, lecz ów człowiek zastępował drogę. Gdy wóz się zatrzymał, mężczyzna wdrapał się na niego i zaczął coś krzyczeć przez włazy do załogi. Wówczas nastąpiła wymiana zdań pomiędzy manifestantem a czołgistą, który wychylił się z wieżyczki. Następnie cywil zeskoczył z pancerza i odszedł na bok. Zaraz po tym do mężczyzny podjechał rowerzysta oraz podbiegły cztery osoby, z czego dwie odsunęły protestującego.

## Zdjęcia i nagranie wideo

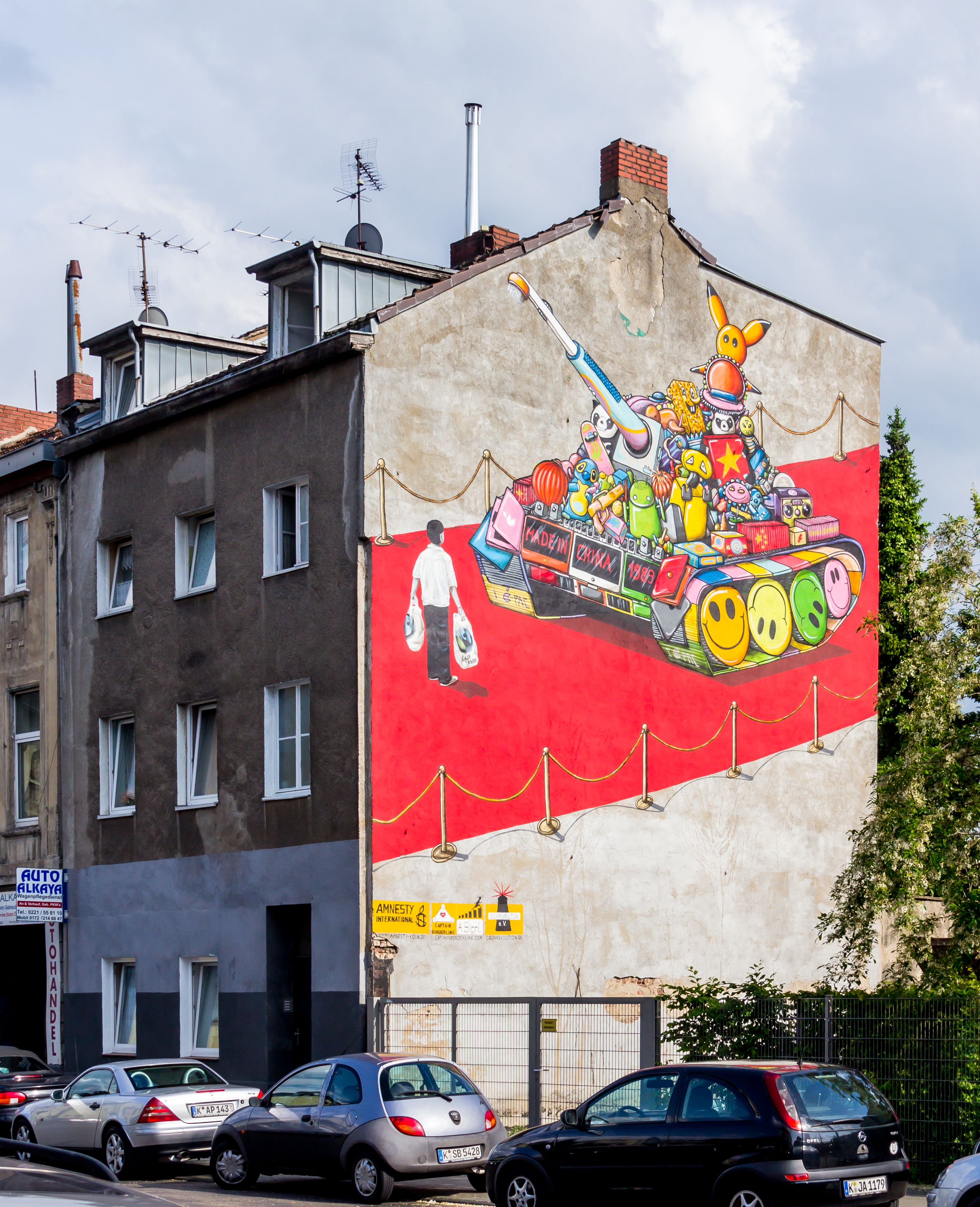
Mural upamiętniający Nieznanego Buntownika, sierpień 2012, Kolonia, Niemcy

Powstało kilka zdjęć przedstawiających zajście na Chang’an Jie w odległości około kilometra od Placu Niebiańskiego Spokoju (plac Tian’anmen). Najsłynniejsze i najczęściej reprodukowane zdjęcie Chińczyka wykonał Jeff Widener pracujący dla Associated Press. Inne popularne zdjęcie wykonał Charlie Cole z Newsweeka. Widener został nominowany do Nagrody Pulitzera, zaś Cole otrzymał nagrodę World Press Photo. Pierwszym zdjęciem przedstawiającym Nieznanego Buntownika była fotografia Terrila Jonesa – na jego zdjęciu widać dwóch niezidentyfikowanych Chińczyków uciekających przed czołgami oraz Tank Mana, który spokojnie idzie po lewej stronie ulicy. Zdjęcie to zrobiono zanim Nieznany Buntownik zatrzymał czołgi. Zdjęcie Terrila Jonesa jako jedyne spośród znanych zdjęć z 5 czerwca wykonano bezpośrednio na ulicy, a nie z hotelu. Inne zdjęcie z Chang’an Jie zrobił także Stuart Franklin.
Oprócz zdjęć powstało nagranie wideo wykonane przez Maxa Uechtritza oraz Petera Cave’a.
Nocą z 4 na 5 czerwca Cole natknął się na chińską tajną policję. Według wspomnień fotografa Chińczycy obezwładnili go za pomocą elektrycznego poganiacza bydła, zdjęli z niego kamizelkę fotoreportera, kopali oraz szturchali. Cole'owi udało się ocalić trzy rolki filmu, które ukrył w wewnętrznej kieszeni. Dzięki nim udało mu się zrobić zdjęcia owego przechodnia. Po wykonaniu zdjęć schował film w szczelnym pojemniku, który następnie zatopił w zbiorniku spłuczki w toalecie. W ciągu dziesięciu minut od sfotografowania placu do pokoju weszli chińscy agenci. Odebrali od niego pozostałe dwie rolki oraz kazali mu się wynosić. 7 czerwca Cole'owi udało się zakraść do pokoju hotelowego i odzyskać film schowany w spłuczce.
Jeff Widener wykonał swoje zdjęcie z balkonu Beijing Hotel. Gdy na balkonie Widener zorientował się, że nie ma filmu, posłał swojego towarzysza po jedną rolkę. Niemal natychmiast, gdy ten wrócił, Widener spostrzegł kolumnę czołgów wyjeżdżających z placu. Jak przyznał, prawie „uciekło” mu ujęcie – Widener zdołał zrobić trzy zdjęcia. Rolkę z filmem schował w majtkach. Zdjęcie Widenera ukazało się na czołówkach gazet z całego świata 6 czerwca.

## Tożsamość i losy mężczyzny
Tożsamość mężczyzny nie jest znana. Brytyjski dziennik Sunday Express napisał, że był to 19-letni student imieniem Wang Weilin (王維林), jednak informacji tej nie udało się potwierdzić. 
Nie są także znane dalsze losy mężczyzny. Nie wiadomo, czy został uwięziony i być może stracony, czy też ocalał wyprowadzony z miejsca zajścia przez przechodniów. W 1990 roku, podczas wywiadu udzielonego amerykańskiej telewizji American Broadcasting Company, Jiang Zemin zapytany przez dziennikarkę Barbarę Walters o los przechodnia odpowiedział łamanym angielskim: „Myślę, że nie zabić”. Według amerykańskiego polityka Bruce’a Herschensohna Nieznany Buntownik został zabity 14 dni później. Według innej hipotezy rozstrzelał go oddział strzelców. Z kolei według Yonhap news agency Tank Man uciekł na Tajwan. Wysunięto także hipotezę, że był archeologiem z Changsha, który wraz z przyjacielem dołączył do protestów w Pekinie. Po wydarzeniach z 5 czerwca miał uciec do Tajpej i pracować w Narodowym Muzeum Pałacowym. Muzeum zaprzeczyło tej informacji.
W kwietniu 1998 roku magazyn Time umieścił Nieznanego Buntownika na liście „100 najważniejszych osób XX wieku”, które wpłynęły na ludzką świadomość.